# مدينة الأمير سعود بن جلوي الرياضية
ملعب مدينة الأمير سعود بن جلوي الرياضية (حي الصدفة) هو ملعب يقع في محافظة الخبر في المنطقة الشرقية في المملكة العربية السعودية. تقع المدينة الرياضية بحي الصدفة (جزء من حي الراكة سابقاً) التابع لمدينة الخبر على الطريق الساحلي (الخبر- الدمام)، وعلى مساحة إجمالية 100.000 متر مربع. افتتح الملعب في سنة 1983 للميلاد، ويضم 20 ألف مقعد عام و250 مقعد لكبار الشخصيات. وهو تابع لنادي القادسية السعودي.
مدير الملعب: أ/ فيصل الذيابي

## المنشآت المتاحة
- المبنى الإداري[1]
- استراحة كبار الزوار
- المسجد
- مبنى الصالات الرياضية المغلقة
- مبنى المسبح
- مبنى الاسكواش
- مدرجات الدرجة الأولى وكبار الشخصيات
- مدرجات الدرجة الثانية
- المقصورة الملكية وملحقاتها
- منطقة الملاعب المفتوحة
- الملعب الرئيسى لكرة القدم.

## إحصائيات الملعب
| عدد المباريات:         | 20 مباراة         |
| نسبة الفوز:            | (40 %)(8 مباريات) |
| نسبة التعادل:          | (30 %)(6 مباريات) |
| نسبة الخسارة:          | (30 %)(6 مباريات) |
| عدد الأهداف المسجلة:   | 31 هدف            |
| عدد الأهداف المستقبلة: | 21 هدف            |

## التطوير
وفي يناير 2023 كشفت لجنة «السعودية 2027» المعنية بالملف السعودي لاستضافة بطولة كأس أمم آسيا 2027 عن الملاعب الجديدة والمطورة لاستضافة البطولة ومن بينها استاد مدينة الأمير سعود بن جلوي الرياضية،حيث سيتم تأهيله بشكل متكامل ورفع الطاقة الاستيعابية وإنشاء مدرجات على كامل أنحاء الملعب.